# 20259 Alanhoffman
20259 Alanhoffman este un asteroid din centura principală de asteroizi.

## Descriere
20259 Alanhoffman este un asteroid din centura principală de asteroizi. A fost descoperit pe 24 martie 1998 la Caussols în cadrul programului ODAS. Asteroidul prezintă o orbită caracterizată de o semiaxă mare de 2,31 ua, o excentricitate de 0,10 și o înclinație de 1,4° în raport cu ecliptica.